# Joachim du Bellay
Joachim du Bellay (Liré, 1522. – Párizs, 1560. január 1.) francia költő.

## Életpályája
Irodalmi pályája akkor kezdődött, amikor megismerkedett Pierre de Ronsard-ral egy fogadóban. A reneszánsz művészet iránt fellelkesülve, 1549-ben kiadta művét A francia nyelv védelme és dicsérete címen. Még ebben az évben megjelentek szonettjei. Unokafivérével, Jean du Bellay bíborossal Rómába utazott. Élményeit Róma régiségei címen tette közzé. Megtapasztalhatta ugyanakkor a száműzetést, a betegséget és bepillantást nyert a pápai udvar korruptságába is. 

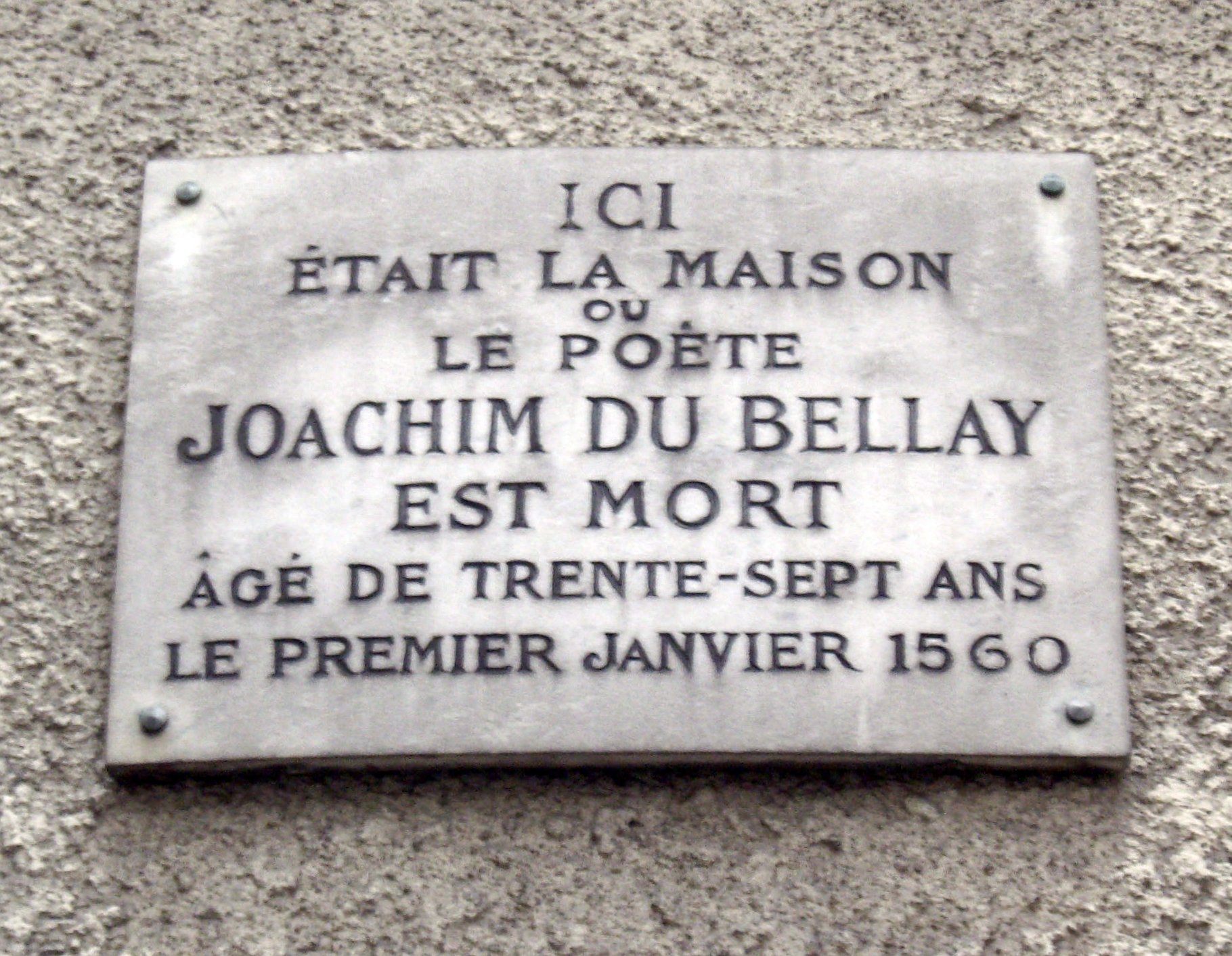
Emléktáblája Párizsban

## Főbb művei
- A francia nyelv védelme és dicsérete (Défense et Illustration de la langue française), (vitairat, 1549)
- Olive (l'Olive), (szonettek, 1549)
- Róma régiségei (Les Antiquités de Rome) (verseskötet, 1558)
- Panaszok (Les Regrets) (verseskötet, 1558)
- Falusi játékok (verseskötet, 1558)

### Magyarul
- Panaszok / Róma régiségei; ford., jegyz. Jeney Zoltán; Palimpszeszt Kulturális Alapítvány, Bp., 2000 (Palimpszeszt könyvek), 166 p. ISBN 9630033216

## Emlékezete
- Halálozási helyét (Rue Massillon) emléktábla őrzi Párizsban
- Nevét viseli Angersban a Lycée Joachim-du-Bellay